# Blackmail (gruppo musicale)
I Blackmail sono un gruppo rock tedesco formatosi a Coblenza nel 1993.

## Formazione

### Formazione attuale
- Kurt Ebelhäuser - chitarre, cori, sampling (dal 1997)
- Carlos Ebelhäuser - basso, cori (dal 1997)
- Mario Matthias - batteria (dal 1997)
- Mathias Reetz - voce, chitarre (dal 2010)

### Ex componenti
- Aydo Abay - voce, sintetizzatori, chitarre (1997-2008)

## Discografia

### Album studio
- 1997 – Blackmail
- 1999 – Science Fiction
- 2001 – Bliss, Please
- 2003 – Friend or Foe?
- 2006 – Aerial View
- 2008 – Tempo Tempo
- 2011 – Anima Now!
- 2013 – II

### EP
- 2002 – The Light of the Son Is the Son of the Light
- 2003 – It Could Be Yours
- 2003 – Foe
- 2008 – The Mad Luv

### Remix
- 2000 – Do Robots Dream of Electric Sheep?